# ふたり (スターダストレビューの曲)
『ふたり』は、スターダストレビュー27枚目のシングル。
1995年5月10日に発売された。

## 収録曲
全曲編曲：矢代恒彦・スターダストレビュー
1. ふたり
作詞：渡辺なつみ
作曲：柿沼清史　
日本テレビ系「スーパーテレビ情報最前線」エンディング･テーマ
2. GLASS OF THE WHISKY
（シリーズ・王様の一日〜THE DAY AT THE KINGDOM〜）
作詞・メインボーカル：林紀勝
作曲：清野大介
3. ふたり（Instrumental）